# Laura Street

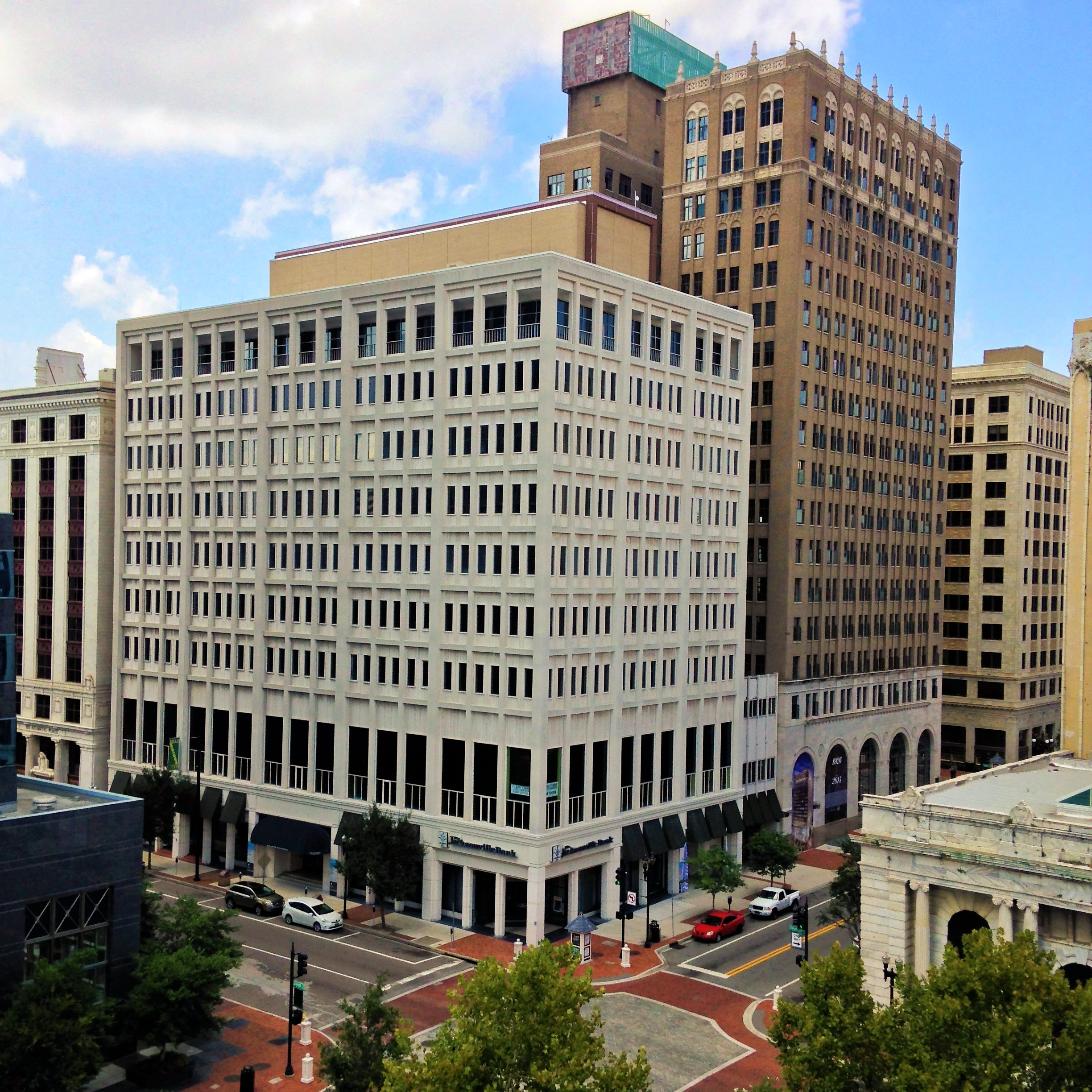
Blick auf die Straße

Die Laura Street ist eine Straße im Jacksonville Stadtbezirk Northbank. Sie beginnt im Jacksonville Landing an Independent Drive, führt durch das Stadtzentrum und endet in Springfield. Der südlichste Abschnitt der Laura Street war bis in die 1980er Jahre das wichtigste Finanzzentrum Floridas.

## Sehenswürdigkeiten
- 121 Atlantic Place
- Bank of America Tower
- Barnett National Bank Building
- The Carling
- City Hall (St. James Building)
- Elks Club Building
- Florida State College at Jacksonville
- Greenleaf & Crosby Building
- Hemming Park
- Jacksonville Landing
- Karpeles Manuscript Library Museum
- Klutho Park
- Laura Street Trio
- Museum of Contemporary Art Jacksonville
- SunTrust Tower
- Schultz Building
- Snyder Memorial Methodist Episcopal Church
- Wells Fargo Center

## Galerie

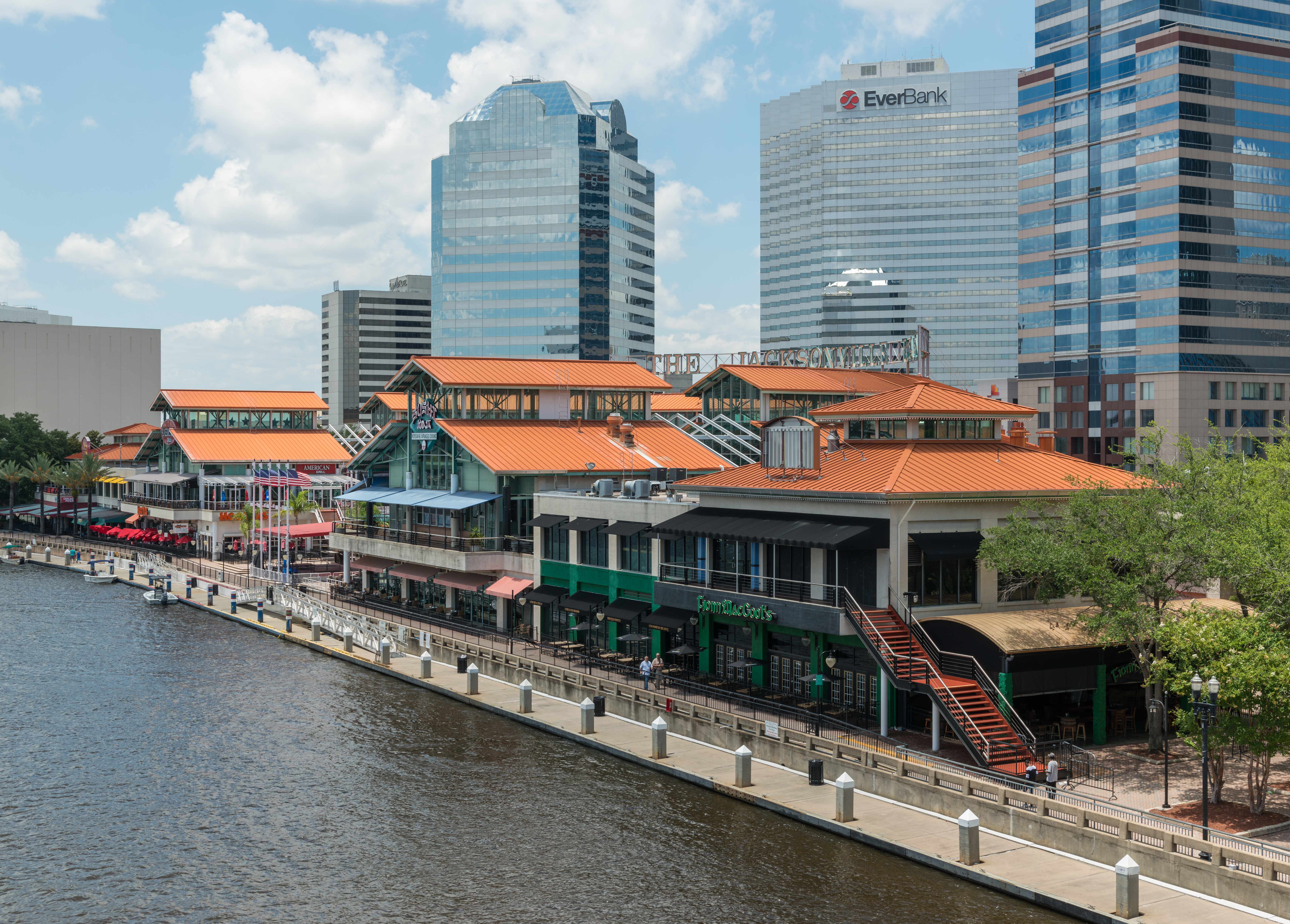
Jacksonville Riverwalk  Landing auf dem St. Johns River
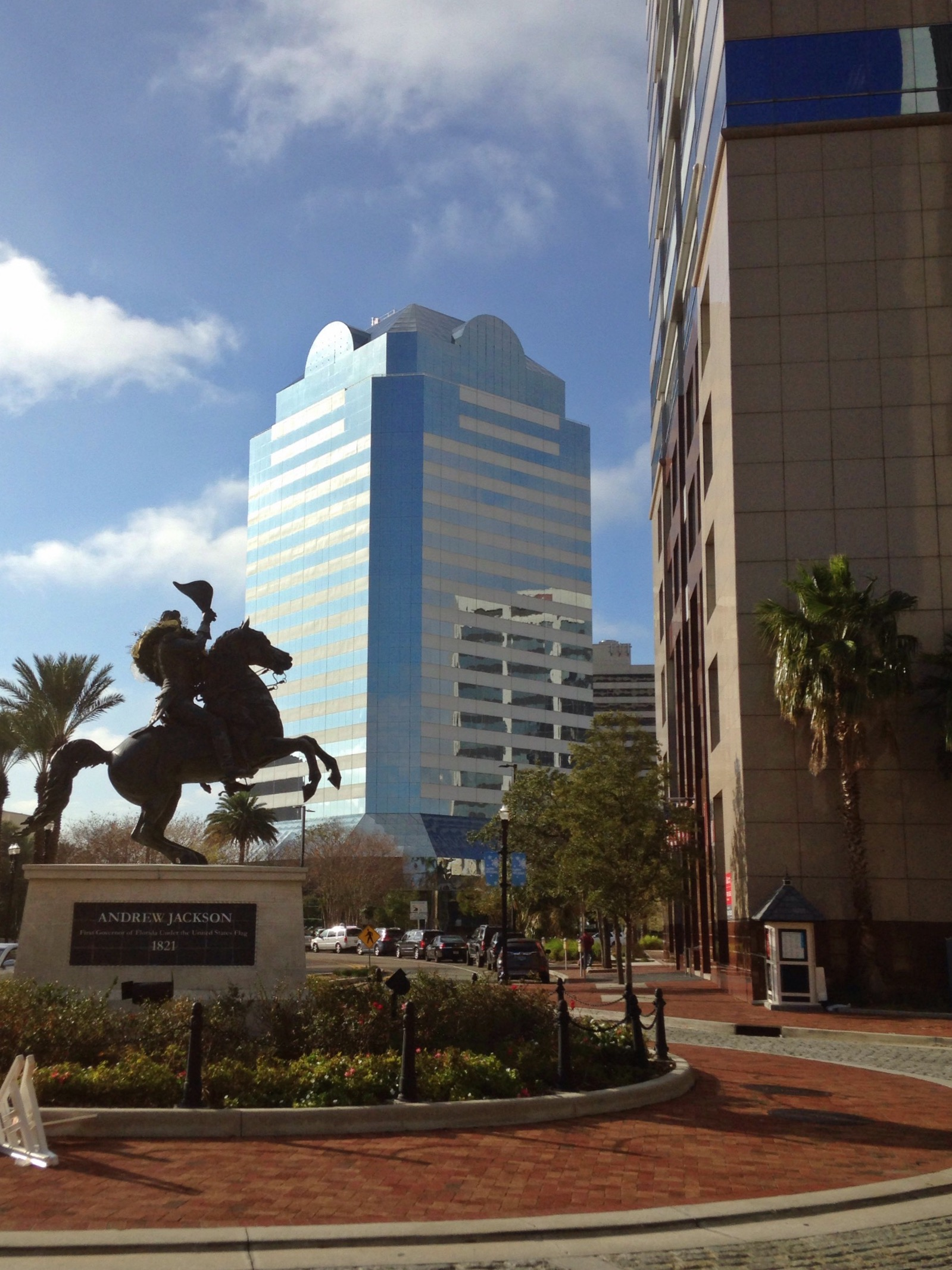
Statue von Andrew Jackson an der Endstation von Laura Straße Unabhängige Antriebs
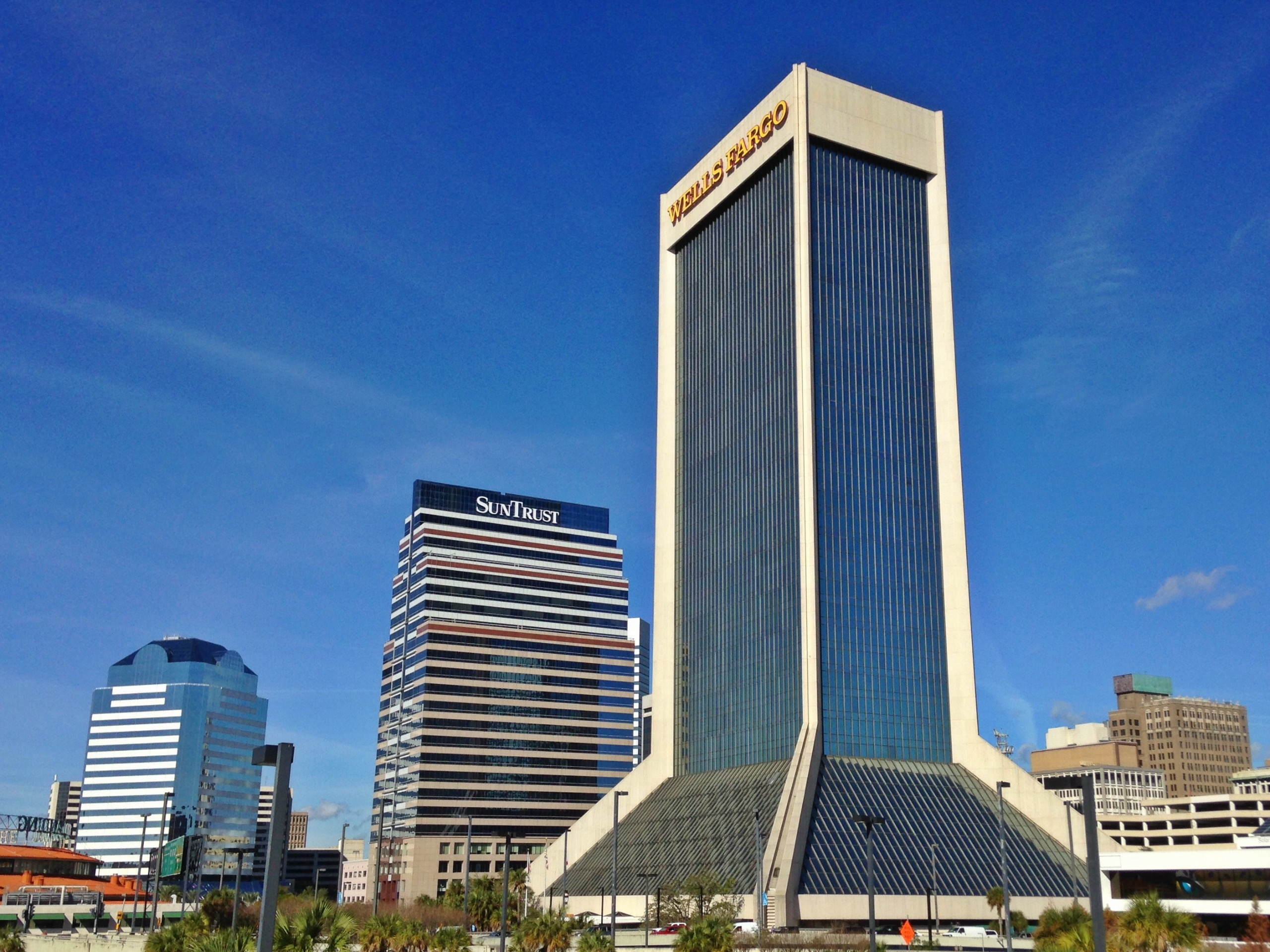
Wells Fargo Center
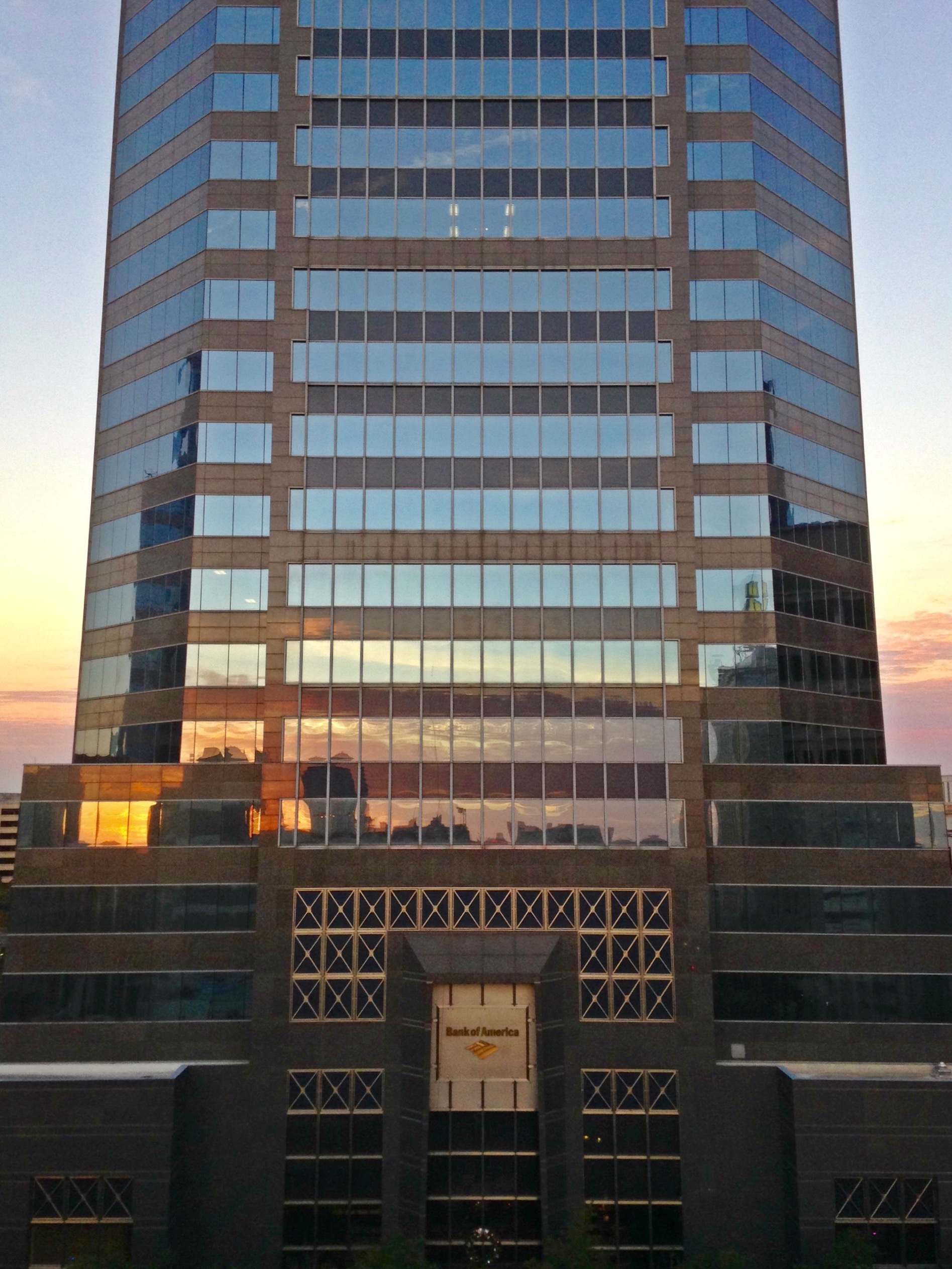
Laura Street Eingang der Bank of America Tower
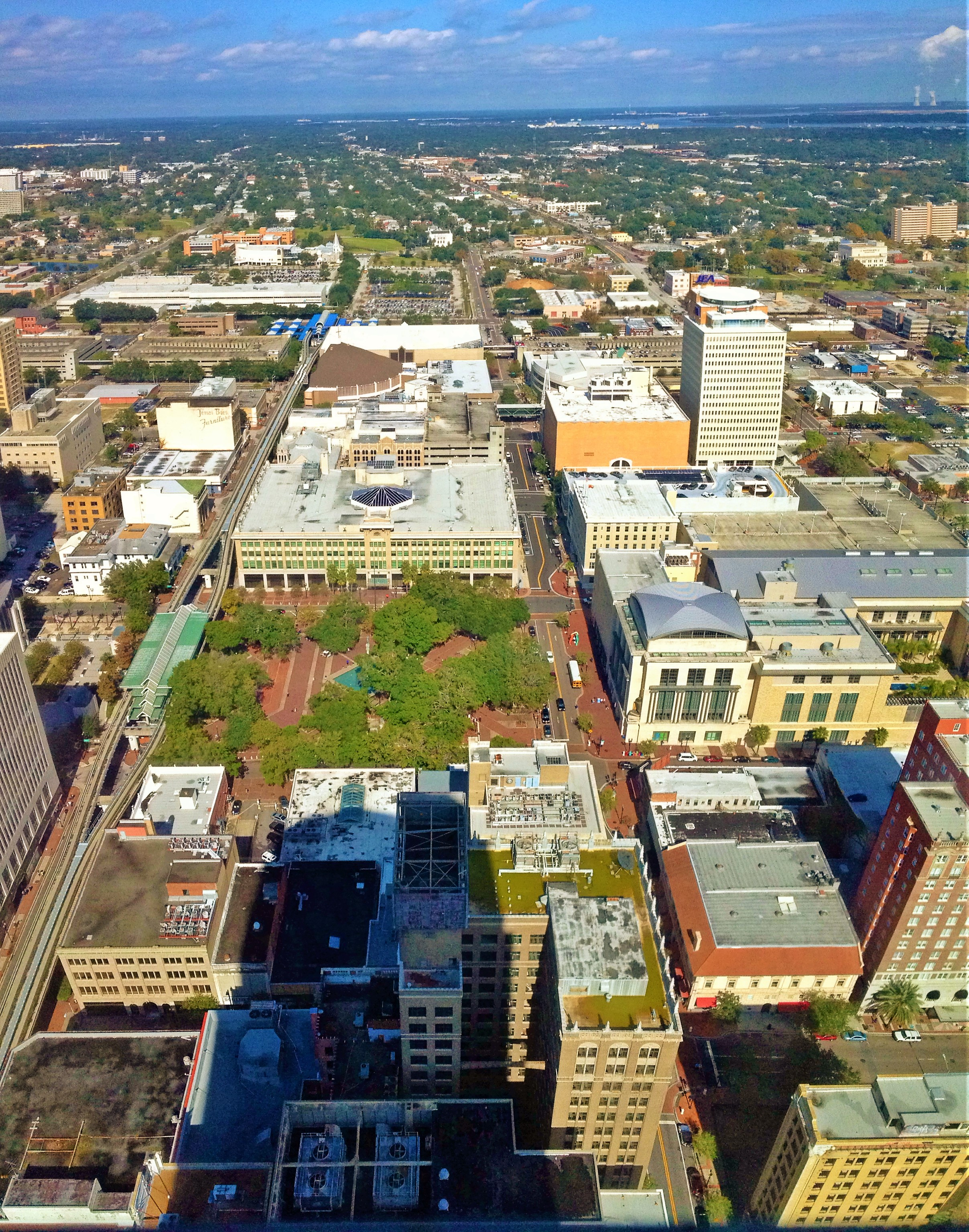
Hemming Park
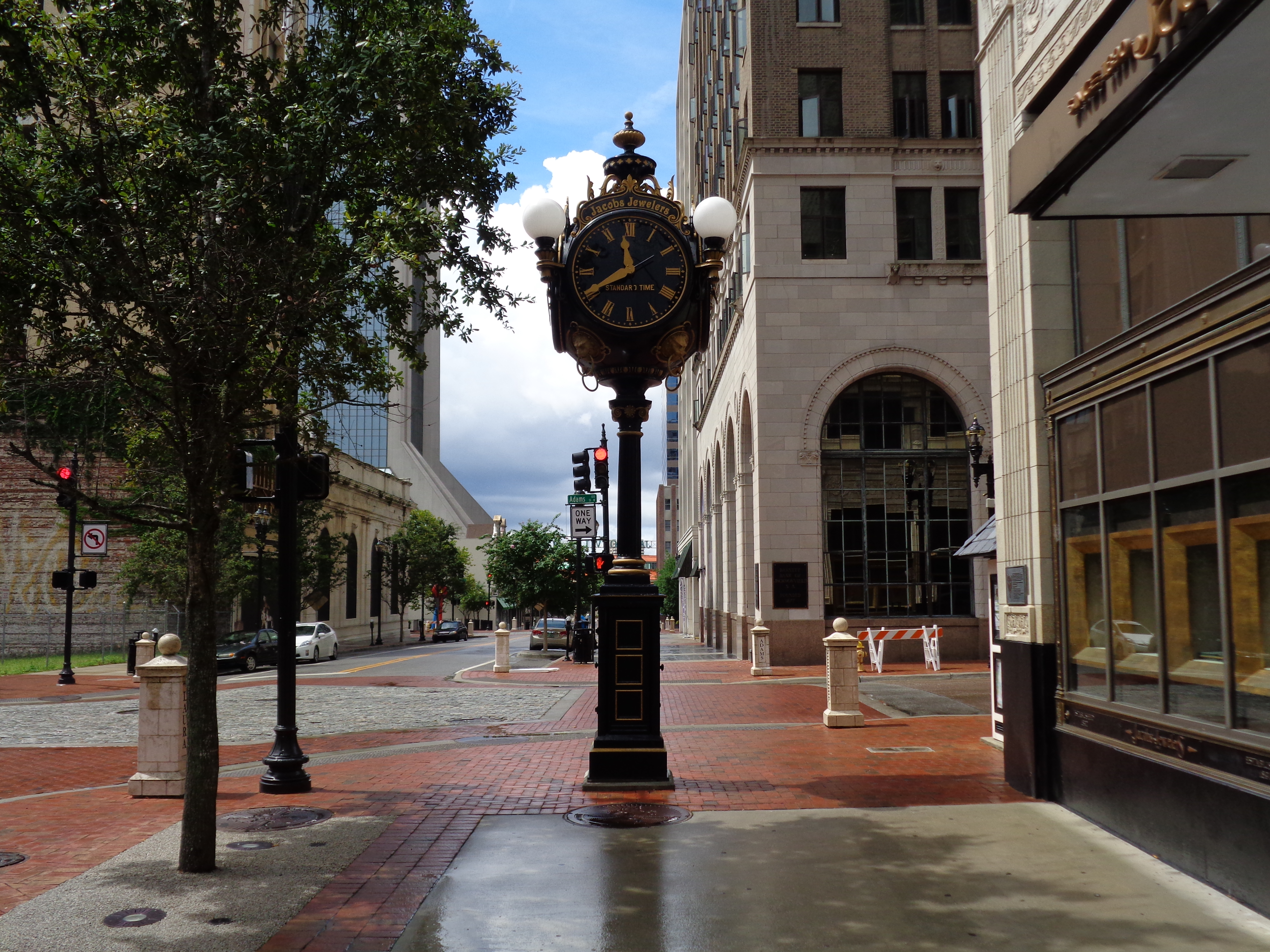
Jacobs Juweliere Uhr an der Ecke von Adams Street
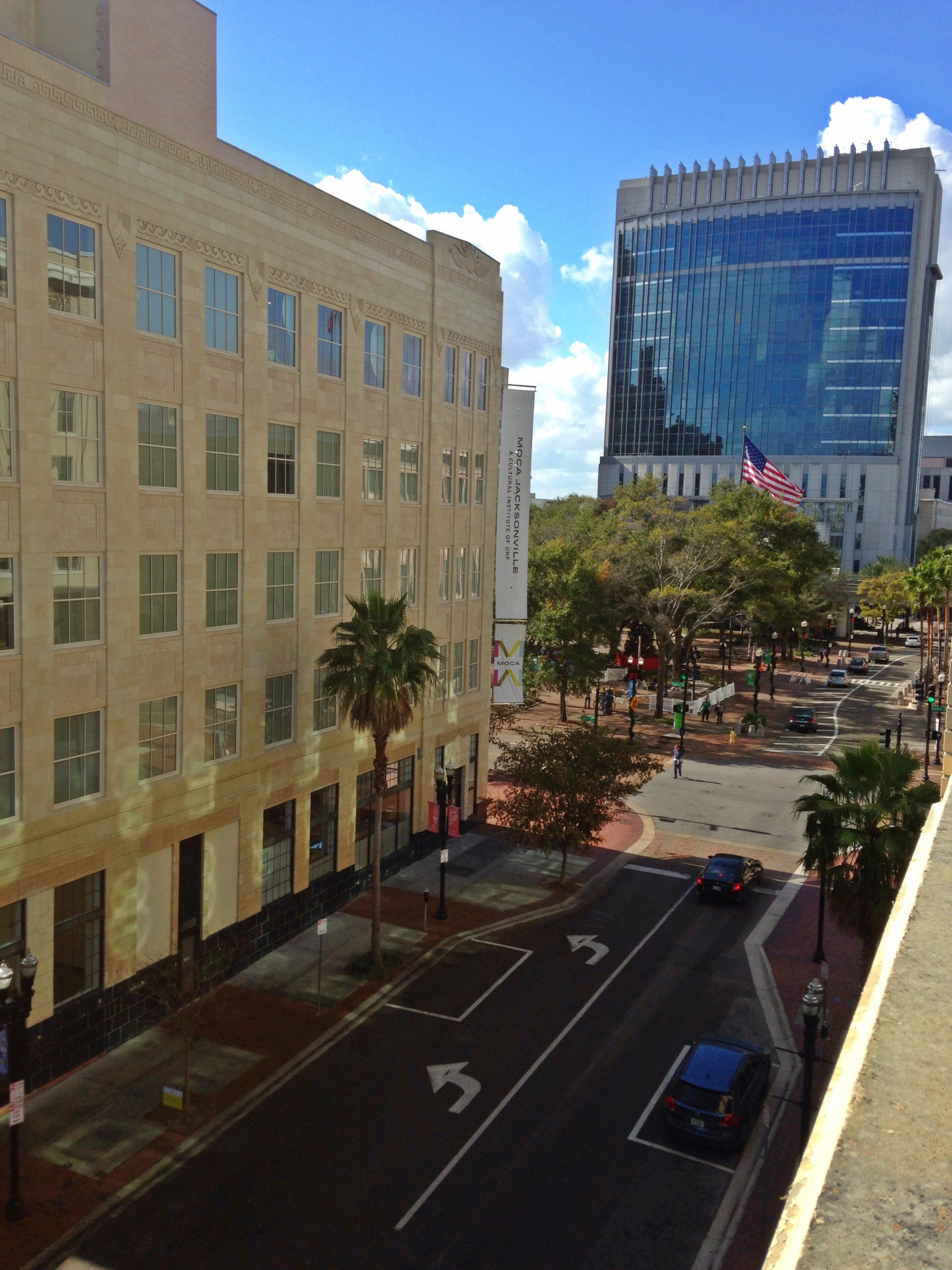
Museum of Contemporary Art Jacksonville